# Ražanac
Ražanac (wł. Rassanze) – wieś w Chorwacji, w żupanii zadarskiej, siedziba gminy Ražanac. Jest położona w północnej Dalmacji, nad Kanałem Welebickim. W 2011 roku liczyła 943 mieszkańców.

## Historia
Pierwsze ślady życia pochodzą z epoki kamiennej, natomiast pierwsza wzmianka pisana pochodzi z 1332 - Ražanac był własnością zadarskiego szlachcica Vučine Martinušića. Stary Ražanac rozciągał się wokół kościoła św. Andrzeja, około dwóch kilometrów od dzisiejszej wioski. W 1507 Wenecjanie rozpoczęli tutaj budowę twierdzy i murów obronnych, w celu ochrony przed Turkami, co zapoczątkowało rozwój dzisiejszej miejscowości. Mimo to miejscowość została przez Turków zniszczona i splądrowana w 1570, a większość mieszkańców uciekła lub została wymordowana. W późniejszym okresie, w obliczu ciągłych walk pomiędzy Wenecją a Imperium Osmańskim, Turcy pojawili się w tej okolicy jeszcze kilkukrotnie (m.in. w 1646 zniszczyli wszystkie domy oraz podpalili twierdzę).
W 1608 we wsi mieszkały 234 osoby. W obliczu zagrożenia tureckiego często uciekali na pobliskie wyspy lub do Zadaru. Po wyparciu Osmanów z tych terenów osada rozwija się w miejscu poprzedniej, nad morzem, wokół dawnej twierdzy.
W XIX wieku wieś znalazła się pod panowaniem Habsburgów, po 1918 w granicach Królestwa SHS, a potem Jugosławii.
W 1941, po utworzeniu Niepodległego Państwa Chorwackiego, teren ten wyłączono spod władzy ustaszy - stał się częścią włoskiej prowincji Governatorato di Dalmazia. Mieszkańcy traktowali jednak Włochów jako okupantów, z kolei ci rozpoczęli intensywną italienizację. Po kapitulacji Włoch do Ražanacu wkroczyli Niemcy i wojsko chorwackie, chroniące miejscowy port, z którego dostarczano sprzęt wojskowy oraz zapasy do Szybenika. Spowodowało to, że alianci dwukrotnie bombardowali Ražanac w maju 1944. Zatopiono wówczas jeden statek, zniszczono cysterny z paliwem, były też ofiary śmiertelne wśród żołnierzy. W kolejnym bombardowaniu we wrześniu zginęło kilkanaście osób, również mieszkańców. Ražanac został zdobyty przez komunistycznych partyzantów 23 września 1944 roku.
W czasie wojny w Chorwacji w samej miejscowości nie było walk, ale z powodu położonych niedaleko strategicznych mostów Maslenica (zniszczonego w czasie wojny) i na wyspę Pag oraz ciągłego zagrożenia ze strony wojsk serbskich miejscowi Chorwaci kilkukrotnie opuszczali wieś. Chronili się tutaj także uchodźcy z terenów objętych działaniami wojennymi.

## Zabytki

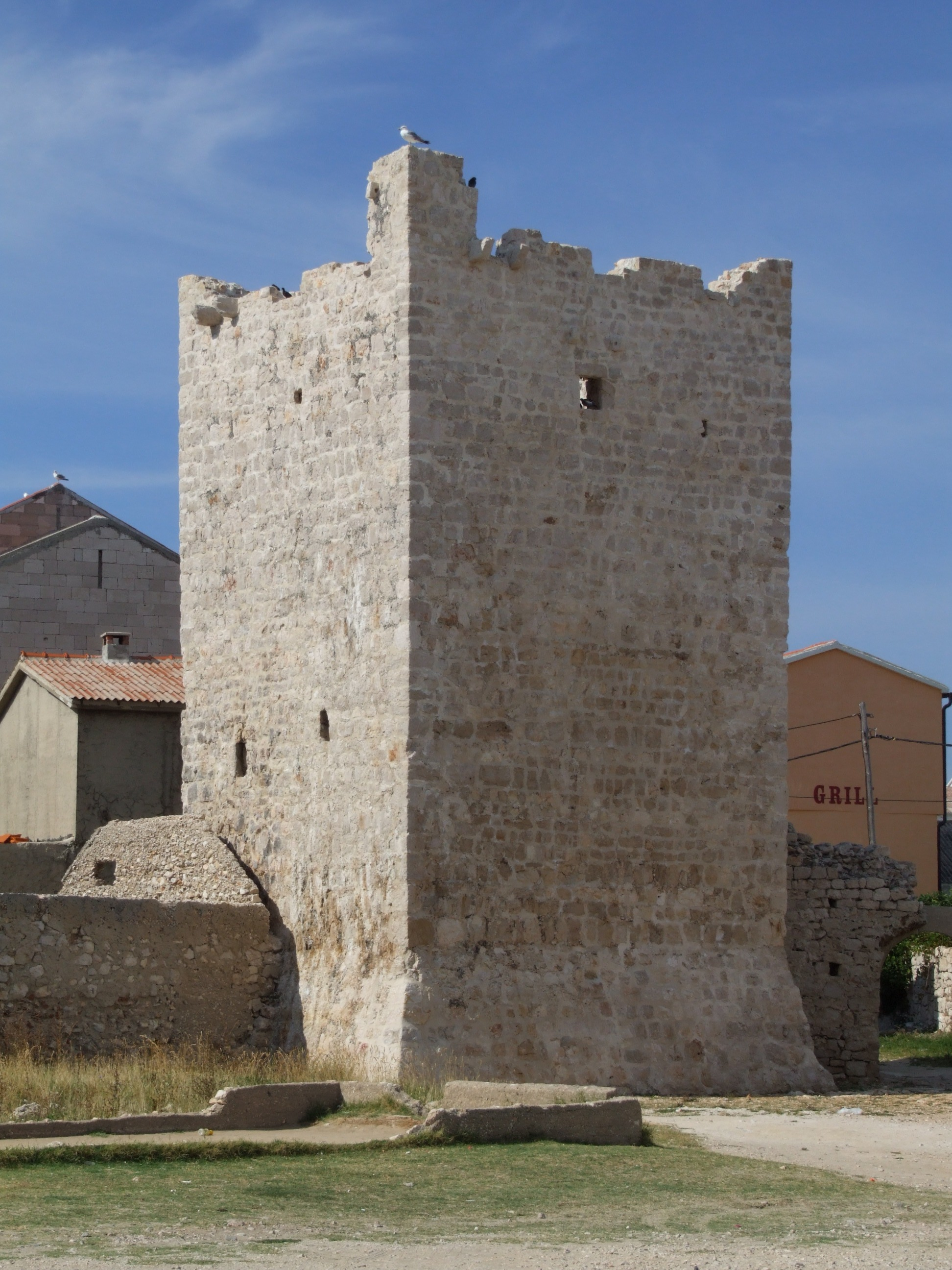
Ruiny wieży obronnej

Z zabytkowych obiektów do dzisiaj zachowały się:
- kościół parafialny MB Różańcowej - wybudowany w XIV wieku, zniszczony przez Turków, odbudowany w 1670,
- kościół z 1680,
- twierdza, której budowę rozpoczęto w 1507; resztki murów z basztami.